# Marco Frohberg
Marco Frohberg (* 10. Juni 2001 in Tuttlingen) ist ein deutscher Volleyballspieler.

## Karriere
Frohberg begann seine Karriere im Alter von zehn Jahren bei der TG Tuttlingen. Danach war er beim TV Rottenburg aktiv. Ab 2015 gehörte er auch zu den Volley Youngstars, dem Nachwuchs des VfB Friedrichshafen. Mit den Youngstars spielte er von 2017 bis 2020 in der Zweiten Liga Süd. In der Saison 2020/21 spielte er mit dem VC Olympia Berlin in der ersten Liga. 2021 wurde der Diagonalangreifer vom Zweitligisten VC Bitterfeld-Wolfen verpflichtet. Der Verein schaffte in der Saison 2022/23 als Tabellendritter den Aufstieg in die erste Liga. Im DVV-Pokal 2023/24 unterlag Bitterfeld-Wolfen im Viertelfinale gegen die SVG Lüneburg. In der Bundesliga erreichte der Verein als Tabellensiebter die Playoffs.
Zur Saison 2024/25 wechselte Frohberg zum Ligakonkurrenten FT 1844 Freiburg.